# スーパー・チューズデー
スーパー・チューズデー (Super Tuesday) とは、アメリカ合衆国大統領選挙の予備選挙・党員集会が集中する3月第2火曜日を指す。一日で大量の代議員を獲得することができる日であるため、立候補者は自党の大統領候補としての指名を確保するためにはこの日を上手く乗り切らなければならない。
1984年、南部の諸州で予備選の日程が統一されたことが由来である。当時は「南部集中選挙日」「南部同時選挙日」と呼ばれていた。

## 歴史
「スーパー・チューズデー」というフレーズは、1988年3月8日に行われた予備選挙で初めて用いられた。この日にはアメリカ南部のテキサス州、フロリダ州、テネシー州、ルイジアナ州、オクラホマ州、ミシシッピ州、ケンタッキー州、アラバマ州およびジョージア州で11月の本選挙に向けて予備選挙が行われた。
南部の民主党員は、南部の利益をより着実に反映する穏健な候補を指名するための方策の一つとして広域予備選挙という発想にたどり着いた。結果としては、ジェシー・ジャクソン師と、テネシー州選出上院議員のアル・ゴアが南部の予備選を分け合い、マサチューセッツ州知事のマイケル・デュカキス候補が後に候補者としての指名を受けたことで、所期の目的は果たされなかった。
これ以降、スーパー・チューズデーに予備選挙を実施する州は年ごとに異なっている。その後の大統領選挙におけるスーパー・チューズデーは、1992年3月10日、1996年3月12日、2000年3月7日、2004年3月2日がこれにあたる。2000年には16の州と米領サモアがスーパー・チューズデーに予備選挙を行い、この日はアメリカ史上最大の予備選挙となった。
スーパー・チューズデーの予備選挙で確たる勝利を収めた場合には、通常その候補の所属する党の指名獲得への大きな前進となる。アイオワ州党員集会とニューハンプシャー州予備選挙が、最初の予備選挙・党員集会であることから多くの報道の注目を浴びる一方で、これらの小さな州の結果はアメリカ全体の結果を代表するものではないとして、批判されることがある。スーパー・チューズデーの予備選挙は、国の中で地理的にも社会構成的にも多様な多くの州で行われることから、スーパー・チューズデーは大統領選挙の候補者を全国レベルで選出されるかどうかテストする適切な機会であると考えられている。
1992年、それより前の予備選挙で敗北していた民主党のビル・クリントン候補は、スーパー・チューズデーに行われた南部の予備選挙で確たる勝利を収めたことで、死から蘇った候補、として浮上した。クリントン候補は、最終的に、民主党大統領候補としての指名を受け、さらに大統領の地位を得た。
1996年には、共和党のボブ・ドール候補がスーパー・チューズデーで完勝したことで、共和党の大統領候補としての指名を確実なものとした。
2000年には、民主党のアル・ゴア候補および共和党のジョージ・ウォーカー・ブッシュ候補がスーパー・チューズデーの勝利によって、それぞれへの投票を確たるものとし、いずれも所属する党の大統領候補としての指名を勝ち取った。この年には、党の候補としての指名を獲得するのに必要な代議員のうち、民主党でおよそ61%、共和党では58%がスーパー・チューズデーの結果次第で決まることとなっていた。
近年は、多くの州がその州の予備選挙の重要性を高めようとして、予備選挙の日程を前倒しにしようとしていることから、2月の初旬の一つの火曜日に予備選挙・党員集会が集中して開催されるようになり、「ミニ・チューズデー」「ミニ・スーパー・チューズデー」または「ジュニア・チューズデー」などと呼ばれていた。
その傾向が顕著になったのが2008年の大統領選挙であり、2月5日の火曜日に、民主党は22州、共和党は21州で予備選挙・党員集会が行われ、米メディアは一般にこの日を「スーパー・チューズデー」と称したが、その比重の大きさを表現すべく、「メガ・チューズデー」「ツナミ・チューズデー」「スーパーデューパー・チューズデー」といった呼び方もなされた。同選挙においては、共和党は当初から同日に照準を合わせたルディ・ジュリアーニが戦略ミスから撤退し、ジョン・マケインが事実上指名を確実にする一方、民主党ではバラク・オバマとヒラリー・クリントンの両候補で決着がつかず、決定が6月までずれ込む異例の選挙戦となった。

### なぜ投票日は火曜日なのか
アメリカは建国以前から選挙で選ばれた者が政治を行ってきた。選挙は開拓時代から行われたが、キリスト教徒であった人々は日曜日を安息日として休み、家族と共に過ごした。翌日の月曜日を投票日とすると、広大な国土のアメリカでは投票所から遠くに住む人は前日の日曜日の一日をかけて馬車などで来なければならないが、これでは安息日とはならない。遠方の人も日曜日は休み、月曜日の一日をかけて投票所をめざし、火曜日なら投票が行える。こうして、伝統的にアメリカでは投票日は火曜日となっている。